# Рето-романски језици
Рето-романски језици су подгрупа романске гране индоевропске породице језика. Њима говори око 700.000 људи у долинама централних Алпа у Швајцарској и северној Италији, укључујући регију Фурланија-Јулијска крајина. Ова група језика се развила из вулгарног латинског у некадашњој римској провинцији Рецији. Услед изолованости у алпским пределима, заједнице говорника су сачувале архаичне особине језика. 
Лингвисти се слажу у томе да постоје три рето-романска језика, док се остале варијације сматрају дијалекатским разликама. То су: 
- романш
- ладински
- фурлански

У Швајцарској постоји око 35.000 говорника језика романш (2000), који је признат као званичан језик. Ту постоје 4 дијалекта, горњо-енгадински и доњо-енгадински којиме говоре Енгадинци, и сутселвански и сурселвански којима говоре Романши или Руманши у швајцарском кантону Граубинден. У Италијанској планинској области Доломита живи око 30.000 говорника језика ладин. Фурланским језиком се служи око 600.000 говорника (Фурланци) у италијанској провинцији Фурланија-Јулијска крајина, мада већина њих користи и италијански.